# Liste der Orte im Landkreis Landsberg am Lech
Die Liste der Orte im Landkreis Landsberg am Lech listet die 182 amtlich benannten Gemeindeteile (Hauptorte, Kirchdörfer, Pfarrdörfer, Dörfer, Weiler und Einöden) im Landkreis Landsberg am Lech auf.

## Systematische Liste
Alphabet der Städte und Gemeinden mit den zugehörigen Orten.
- Die Gemeinde Apfeldorf mit 8 Gemeindeteilen:
  - Kirchdorf Unterapfeldorf
  - Dörfer Apfeldorfhausen und Oberapfeldorf
  - Einöden Grubmühle, Hohenbrand, Klafthof, Rauhenlechsberg und Wiese

- Die Gemeinde Denklingen mit 9 Gemeindeteilen:
  - Pfarrdörfer Denklingen und Epfach
  - Kirchdorf Dienhausen
  - Weiler Forchau, Guttenstall, Menhofen, Neuhof und Römerau
  - Einöden Lechrainer

- Der Markt Dießen a.Ammersee mit 25 Gemeindeteilen:
  - Hauptort Dießen a.Ammersee
  - Pfarrdörfer Dettenschwang und Riederau
  - Kirchdörfer Dettenhofen und Obermühlhausen
  - Dörfer Bierdorf, Lachen, Pitzeshofen und Wengen
  - Weiler Bischofsried, Oberbeuern, Oberhausen, Rieden a.Ammersee, Sankt Alban, Schlöglhof, Seehof, Unterbeuern, Unterhausen, Wolfgrub und Ziegelstadl
  - Einöden Abtsried und Ummenhausen
  - Staatsgüter Engenried, Hübschenried und Romenthal

- Die Gemeinde Eching a.Ammersee mit 2 Gemeindeteilen:
  - Pfarrdorf Eching a.Ammersee
  - Weiler Gießübl

- Die Gemeinde Egling a.d.Paar mit 3 Gemeindeteilen:
  - Pfarrdorf Egling a.d.Paar
  - Kirchdorf Heinrichshofen
  - Weiler Hattenhofen

- Die Gemeinde Eresing mit 5 Gemeindeteilen:
  - Pfarrdorf Eresing
  - Kirchdorf Pflaumdorf
  - Einöden Algertshausen und Riedhof
  - Kloster Sankt Ottilien

- Die Gemeinde Finning mit 7 Gemeindeteilen:
  - Pfarrdörfer Entraching, Oberfinning und Unterfinning
  - Weiler Hartmannshausen, Laich und Westerschondorf
  - Einöde Hängeberg

- Die Gemeinde Fuchstal mit 19 Gemeindeteilen:
  - Ehemaliger Markt Leeder
  - Pfarrdorf Asch
  - Kirchdörfer Seestall und Welden
  - Dörfer Engratshofen, Lechmühlen und Römerkessel
  - Weiler Hohenwart, Lechsberg und Lechstufe 13
  - Einöden Aschthal, Grasmühle, Lechstufe 12, Moosmühle, Sägmühle, Schäfmoos, Stock, Weldermühle und Wildbad

- Die Gemeinde Geltendorf mit 9 Gemeindeteilen:
  - Pfarrdörfer Geltendorf und Walleshausen
  - Kirchdörfer Hausen b.Geltendorf und Wabern
  - Dörfer Kaltenberg und Petzenhofen
  - Siedlung Dürnast
  - Weiler Jedelstetten und Unfriedshausen

- Die Gemeinde Greifenberg mit 4 Gemeindeteilen
  - Pfarrdorf Greifenberg
  - Kirchdorf Beuern
  - Siedlung Neugreifenberg
  - Weiler Painhofen

- Die Gemeinde Hofstetten mit 3 Gemeindeteilen:
  - Pfarrdorf Hofstetten
  - Kirchdorf Hagenheim
  - Weiler Memming

- Die Gemeinde Hurlach mit 1 Gemeindeteil:
  - Pfarrdorf Hurlach

- Die Gemeinde Igling mit 8 Gemeindeteilen:
  - Pfarrdörfer Holzhausen b.Buchloe, Oberigling und Unterigling
  - Weiler Rollmühle und Stoffersberg
  - Einöden Geiselsberg und Marienhof
  - Schloss Igling

- Die Gemeinde Kaufering mit 2 Gemeindeteilen:
  - Siedlung Kaufering
  - Gut Riedhof

- Die Gemeinde Kinsau mit dem gleichnamigen Pfarrdorf

- Die Stadt Landsberg am Lech mit 10 Gemeindeteilen:
  - Hauptort Landsberg am Lech
  - Pfarrdörfer Erpfting und Pitzling
  - Kirchdörfer Ellighofen und Reisch
  - Dorf Friedheim
  - Weiler Thalhofen
  - Einöde Geratshofen
  - Schloss Pöring
  - Gut Mittelstetten

- Die Gemeinde Obermeitingen mit 2 Gemeindeteilen:
  - Pfarrdorf Obermeitingen
  - Dorf Schwabstadl

- Die Gemeinde Penzing mit 9 Gemeindeteilen:
  - Pfarrdörfer Epfenhausen, Oberbergen, Penzing, Ramsach und Untermühlhausen
  - Weiler Sixenried und Ziegelstadel
  - Einöden Pullach b.Penzing und Stillern

- Die Gemeinde Prittriching mit 2 Gemeindeteilen:
  - Pfarrdörfer Prittriching und Winkl

- Die Gemeinde Pürgen mit 4 Gemeindeteilen:
  - Pfarrdörfer Pürgen und Stoffen
  - Kirchdörfer Lengenfeld und Ummendorf

- Die Gemeinde Reichling mit 5 Gemeindeteilen:
  - Pfarrdörfer Ludenhausen und Reichling
  - Dorf Gimmenhausen
  - Weiler Reichlingsried
  - Einöde Hirschau

- Die Gemeinde Rott mit 5 Gemeindeteilen:
  - Pfarrdorf Rott
  - Dorf Pessenhausen
  - Einöden Felderhof, Riedhof und Straußhof

- Die Gemeinde Scheuring mit 4 Gemeindeteilen:
  - Pfarrdorf Scheuring
  - Gut Lichtenberg
  - Einöden Haltenberg und Zollhaus

- Die Gemeinde Schondorf a.Ammersee mit 2 Gemeindeteilen:
  - Pfarrdorf Schondorf a.Ammersee
  - Einöde Aumühle

- Die Gemeinde Schwifting mit dem gleichnamigen Pfarrdorf

- Die Gemeinde Thaining mit dem gleichnamigen Pfarrdorf

- Die Gemeinde Unterdießen mit 3 Gemeindeteilen:
  - Pfarrdörfer Oberdießen und Unterdießen
  - Kirchdorf Dornstetten

- Die Gemeinde Utting a.Ammersee mit 3 Gemeindeteilen:
  - Kirchdörfer Holzhausen und Utting a.Ammersee
  - Gut Achselschwang

- Die Gemeinde Vilgertshofen mit 5 Gemeindeteilen:
  - Pfarrdörfer Issing, Mundraching, Pflugdorf und Stadl
  - Weiler mit Kirche Vilgertshofen

- Die Gemeinde Weil mit 14 Gemeindeteilen:
  - Pfarrdörfer Beuerbach, Geretshausen, Pestenacker, Petzenhausen, Schwabhausen b.Landsberg und Weil
  - Weiler Adelshausen, Machelberg, Missenhof und Neuweil
  - Einöden Aumühle, Mangmühle, Wolfmühle und Zellhof

- Die Gemeinde Windach mit 6 Gemeindeteilen:
  - Pfarrdörfer Schöffelding und Windach
  - Kirchdorf Hechenwang
  - Dorf Steinebach
  - Einöden Dürrhansl und Weghäusl

## Alphabetische Liste
In Fettschrift erscheinen die Orte, die namengebend für die Gemeinde sind.

### A
- Abtsried zu Dießen a.Ammersee
- Achselschwang zu Utting a.Ammersee
- Adelshausen zu Weil
- Algertshausen zu Eresing
- Apfeldorfhausen zu Apfeldorf
- Asch zu Fuchstal
- Aschthal zu Fuchstal
- Aumühle zu Schondorf a.Ammersee
- Aumühle zu Weil

### B
- Beuerbach zu Weil
- Beuern zu Greifenberg
- Bierdorf zu Dießen am Ammersee
- Bischofsried zu Dießen am Ammersee

### D
- Denklingen
- Dettenhofen zu Dießen a.Ammersee
- Dettenschwang zu Dießen a.Ammersee
- Dienhausen zu Denklingen
- Dießen am Ammersee
- Dornstetten zu Unterdießen
- Dürnast zu Geltendorf
- Dürrhansl zu Windach

### E
- Eching a.Ammersee
- Egling a.d.Paar
- Ellighofen zu Landsberg am Lech
- Engenried zu Dießen a.Ammersee
- Engratshofen zu Fuchstal
- Entraching zu Finning
- Epfach zu Denklingen
- Epfenhausen zu Penzing
- Eresing
- Erpfting zu Landsberg am Lech

### F
- Felderhof zu Rott
- Forchau zu Denklingen
- Friedheim zu Landsberg am Lech

### G
- Geiselsberg zu Igling
- Geltendorf
- Geratshofen zu Landsberg am Lech
- Geretshausen zu Weil
- Gießübl zu Eching a.Ammersee
- Gimmenhausen zu Reichling
- Grasmühle zu Fuchstal
- Greifenberg
- Grubmühle zu Apfeldorf
- Guttenstall zu Denklingen

### H
- Hagenheim zu Hofstetten
- Haltenberg zu Scheuring
- Hängeberg zu Finning
- Hartmannshausen zu Finning
- Hattenhofen zu Egling a.d.Paar
- Hausen b.Geltendorf zu Geltendorf
- Hechenwang zu Windach
- Heinrichshofen zu Egling a.d.Paar
- Hirschau zu Reichling
- Hofstetten
- Hohenbrand zu Apfeldorf
- Hohenwart zu Fuchstal
- Holzhausen zu Utting a.Ammersee
- Holzhausen b.Buchloe zu Igling
- Hübschenried zu Dießen a.Ammersee
- Hurlach

### I
- Igling
- Issing zu Vilgertshofen

### J
- Jedelstetten zu Geltendorf

### K
- Kaltenberg zu Geltendorf
- Kaufering
- Kinsau
- Klafthof zu Apfeldorf

### L
- Lachen zu Dießen a.Ammersee
- Laich zu Finning
- Landsberg am Lech
- Lechmühlen zu Fuchstal
- Lechrainer zu Denklingen
- Lechsberg zu Fuchstal
- Lechstufe 12 zu Fuchstal
- Lechstufe 13 zu Fuchstal
- Leeder zu Fuchstal
- Lengenfeld zu Pürgen
- Lichtenberg zu Scheuring
- Ludenhausen zu Reichling

### M
- Machelberg zu Weil
- Mangmühle zu Weil
- Marienhof zu Igling
- Memming zu Hofstetten
- Menhofen zu Denklingen
- Missenhof zu Weil
- Mittelstetten zu Landsberg am Lech
- Moosmühle zu Fuchstal
- Mundraching zu Vilgertshofen

### N
- Neugreifenberg zu Greifenberg
- Neuhof zu Denklingen
- Neuweil zu Weil

### O
- Oberapfeldorf zu Apfeldorf
- Oberbergen zu Penzing
- Oberbeuern zu Dießen a.Ammersee
- Oberdießen zu Unterdießen
- Oberfinning zu Finning
- Oberhausen zu Dießen a.Ammersee
- Oberigling zu Igling
- Obermeitingen
- Obermühlhausen zu Dießen a.Ammersee

### P
- Painhofen zu Greifenberg
- Penzing
- Pessenhausen zu Rott
- Pestenacker zu Weil
- Petzenhausen zu Weil
- Petzenhofen zu Geltendorf
- Pflaumdorf zu Eresing
- Pflugdorf zu Vilgertshofen
- Pitzeshofen zu Dießen a.Ammersee
- Pitzling zu Landsberg am Lech
- Pöring zu Landsberg am Lech
- Prittriching
- Pullach b.Penzing zu Penzing
- Pürgen

### R
- Ramsach zu Penzing
- Rauhenlechsberg zu Apfeldorf
- Reichling
- Reichlingsried zu Reichling
- Reisch zu Landsberg am Lech
- Rieden a.Ammersee zu Dießen a.Ammersee
- Riederau zu Dießen a.Ammersee
- Riedhof zu Eresing
- Riedhof zu Kaufering
- Riedhof zu Rott
- Rollmühle zu Igling
- Romenthal zu Dießen a.Ammersee
- Römerau zu Denklingen
- Römerkessel zu Fuchstal
- Rott

### S
- Sägmühle zu Fuchstal
- Sankt Alban zu Dießen a.Ammersee
- Sankt Ottilien zu Eresing
- Schäfmoos zu Fuchstal
- Scheuring
- Schlöglhof zu Dießen a.Ammersee
- Schöffelding zu Windach
- Schondorf a.Ammersee
- Schwabhausen bei Landsberg zu Weil
- Schwabstadl zu Obermeitingen
- Schwifting
- Seehof zu Dießen a.Ammersee
- Seestall zu Fuchstal
- Sixenried zu Penzing
- Stadl zu Vilgertshofen
- Steinebach zu Windach
- Stillern zu Penzing
- Stock zu Fuchstal
- Stoffen zu Pürgen
- Stoffersberg zu Igling
- Straußhof zu Rott

### T
- Thaining
- Thalhofen zu Landsberg am Lech

### U
- Ummendorf zu Pürgen
- Ummenhausen zu Dießen a.Ammersee
- Unfriedshausen zu Geltendorf
- Unterapfeldorf zu Apfeldorf
- Unterbeuern zu Dießen a.Ammersee
- Unterdießen
- Unterfinning zu Finning
- Unterhausen zu Dießen a.Ammersee
- Unterigling zu Igling
- Untermühlhausen zu Penzing
- Utting a.Ammersee

### V
- Vilgertshofen

### W
- Wabern zu Geltendorf
- Walleshausen zu Geltendorf
- Weghäusl zu Windach
- Weil
- Welden zu Fuchstal
- Weldermühle zu Fuchstal
- Wengen zu Dießen a.Ammersee
- Westerschondorf zu Finning
- Wiese zu Apfeldorf
- Wildbad zu Fuchstal
- Windach
- Winkl zu Prittriching
- Wolfgrub zu Dießen a.Ammersee
- Wolfmühle zu Weil

### Z
- Zellhof zu Weil
- Ziegelstadel zu Penzing
- Ziegelstadl zu Dießen a.Ammersee
- Zollhaus zu Scheuring

| ↑ Zurück zum Inhaltsverzeichnis |